# Terenzio
Terenzio ist ein italienischer Name, der als Vorname und Familienname in Italien verbreitet ist.

## Bedeutung
Der Name leitet sich wahrscheinlich vom Gentilnomen der römischen Familie Terentius ab, dessen Bedeutung unbekannt ist.

## Namensträger
- Terenzio (Heiliger), Schutzpatron der italienischen Stadt Pesaro
- Terenzio Alciati (1570–1651), italienischer Jesuit
- Terenzio Mamiani (1799–1885), italienischer Philosoph und Politiker